# Motorová jednotka M 295.0
Motorové jednotky řady M 295.0 (původně označené jako řada M 495.0) byly dodávány pro potřeby Československých státních drah ve tří- nebo čtyřvozovém provedení podnikem Ganz Budapešť v počtu 10 kusů. Vyráběly se v letech 1953–1958. Byly určeny pro mezinárodní expresní vlaky Hungaria a Vindobona. Mezi dva koncové motorové vozy (každý se šesti oddíly 2.  vozové třídy) se nacházel vložený jídelní vůz s oddíly 2. vozové třídy (třívozovová varianta jednotky v počtu 6 kusů), čtyřvozová verze (4 vyrobené kusy) zahrnovala navíc vůz 1. vozové třídy. V 50. letech 20. století, když motorová jednotka vznikala, se mělo jednat o jakousi socialistickou obměnu západoevropských vlaků Trans Europ Express.
Od motorové jednotky řady M 295.0 byla odvozena řada M 295.1 (původně M 495.1), která se lišila v podstatě jen úpravou interiéru na salonní. Souprava byla využívána pro vládní účely.